# Elmhurst (Illinois)
Elmhurst ist ein Vorort von Chicago im DuPage County und Cook County des Bundesstaats Illinois in den Vereinigten Staaten.

## Geschichte
Mitglieder des Potawatomi-Stammes, die entlang des Salt Creek südlich von der Stelle siedelten, an der sich die Stadt entwickeln sollte, sind die ersten bekannten Bewohner der Gegend. Etwa gegen 1836 ließen sich europäische Immigranten an Parzellen desselben Creeks nieder. Auf dem zukünftigen Stadtzentrum gründete Gerry Bates im Jahr 1842 aus Ohio eine Gemeinde auf einer Parzelle baumlosen Landes.
Laut der Volkszählung von 2020 lebten 45.786 Einwohner in der Stadt.

## Söhne und Töchter der Stadt
- Mike Allemana (* 1969), Jazzmusiker
- Simone Bednárik (* 2003), US-amerikanisch-slowakische Eishockeyspielerin
- Marilyn Perkins Biery (* 1959), Kirchenmusikerin und Komponistin
- Keenan Cahill (1995–2022), Webvideoproduzent
- Ken Hudson Campbell (* 1962), Schauspieler und Synchronsprecher
- Catherine E. Coulson (1943–2015), Schauspielerin
- John F. Hartwig (* 1964), Chemiker
- Jeff Hornacek (* 1963), Basketballspieler und -trainer
- David J. Keil (* 1946), Botaniker
- Rachel Melvin (* 1985), Film- und Fernsehschauspielerin
- Kyle Milling (* 1974), französisch-US-amerikanischer Basketballspieler und -trainer
- Senta Moses (* 1973), Schauspielerin
- Kelsey Robinson (* 1992), Volleyballspielerin
- Kenneth Roth (* 1955), Anwalt und seit 1993 Geschäftsführer von Human Rights Watch
- Garret Sparks (* 1993), Eishockeytorwart
- Tom Tallitsch (* 1974), Jazzmusiker
- Larry Stefanki (* 1957), Tennisspieler und -trainer
- Mars Williams (1955–2023), Saxophonist
- Zach Ziemek (* 1993), Leichtathlet